# Erik Simon

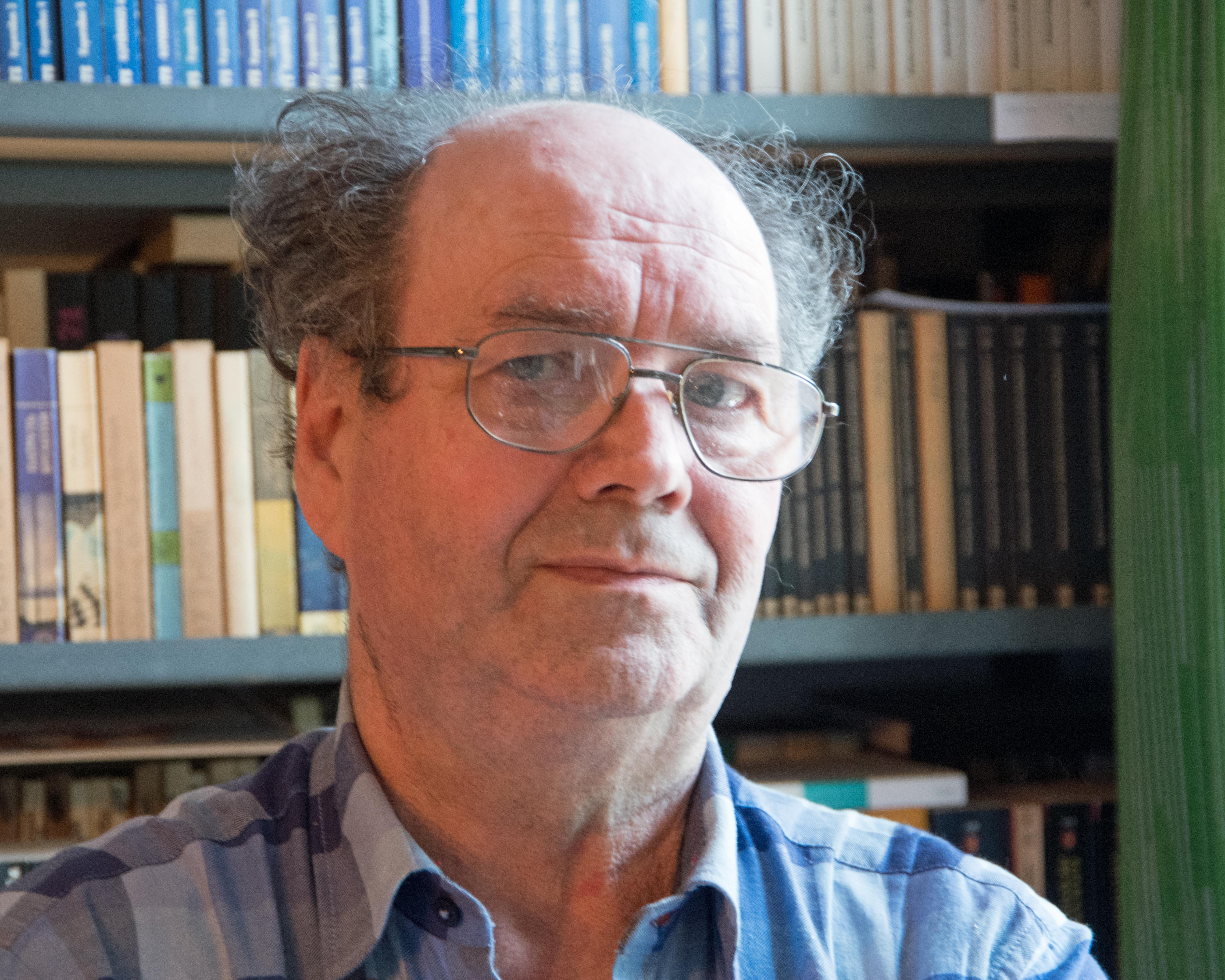
Erik Simon (2019)

Erik Simon (* 1950 in Dresden) ist ein deutscher Science-Fiction-Schriftsteller, -Herausgeber und Übersetzer.

## Leben
Nach Abitur und Ausbildung zum Elektromonteur studierte Erik Simon Physik an der TU Dresden. In dieser Zeit wurde er auch aktives Mitglied des später von staatlichen Stellen zerschlagenen Stanislaw-Lem-Klubs, wo er das Aktiv für Auslandsphantastik leitete, das Übersetzungen für die Klubbibliothek anfertigte und Veranstaltungen über ausländische Autoren vorbereitete. Hier wurden bereits zwei seiner Hauptinteressen deutlich: Science-Fiction und Sprachen. Parallel zu seinem Diplom als Physiker erwarb Simon den staatlichen Abschluss als Fachübersetzer für Russisch; er hat seither Science Fiction und Phantastik aus dem Englischen, aus mehreren slawischen Sprachen und aus dem Niederländischen übersetzt. Nach einer kurzen Tätigkeit als Ingenieur in einem Betonwerk wurde Simon 1974 Lektor im Verlag Das Neue Berlin, wo er hauptsächlich Science Fiction aus dem sozialistischen Ausland betreute. Dabei war ein besonderes Verdienst die Publikation der Werke der Brüder Arkadi und Boris Strugazki.
Durch seine Tätigkeit als Lektor, Herausgeber, Übersetzer und Science-Fiction-Theoretiker hatte er einen herausragenden Einfluss auf die Entwicklung der Science Fiction in der DDR. Als Herausgeber erlangte er – neben vielen Anthologien und Erzählungsbänden, die den DDR-Lesern beispielsweise die angloamerikanische und bulgarische Science Fiction näherbrachten – große Verdienste vor allem mit den Lichtjahr-Almanachen, in denen neben in- und ausländischen Erzählungen viele theoretische Arbeiten zur Science Fiction erschienen. Zusammen mit Olaf R. Spittel gab er 1988 das Lexikon Die Science-fiction der DDR. Autoren und Werke heraus, an dem auch Heinz Entner, Otto Werner Förster, Karsten Kruschel, Steffen Peltsch, Ekkehard Redlin und Karlheinz Steinmüller mitarbeiteten.
Als Science-Fiction-Autor bevorzugt Simon die kurze Form. Neben vielen Storys in Zeitschriften und Anthologien veröffentlichte er in der DDR die Erzählungsbände Fremde Sterne (1979) und Mondphantome Erdbesucher (1987), einen Gedichtband, zusammen mit Reinhard Heinrich den Erzählungszyklus Die ersten Zeitreisen (1977) und zusammen mit Olaf R. Spittel eine Broschüre über Science Fiction in der DDR (den Vorläufer des Lexikons). Seit der Verlag Das Neue Berlin Ende 1991 sein Science-Fiction-Programm einstellte, ist Erik Simon als freischaffender Übersetzer und Herausgeber tätig und veröffentlicht Artikel und Buchbesprechungen im Quarber Merkur und in dem Jahrbuch Das Science Fiction Jahr. Auch publizierte er bei Heyne in den 1990er Jahren öfters Kurzgeschichten in Wolfgang Jeschkes SF-Anthologie Internationale Science Fiction Stories (insgesamt 8-mal) und betreute bei Heyne ebenfalls die SF-Anthologien Alexanders langes Leben, Stalins früher Tod (eine Sammlung von Alternativweltgeschichten) und Retter der Ewigkeit (letztere gemeinsam mit Friedel Wahren).
Neben Werken der Strugazkis hat er unter anderem auch Romane und Erzählungen von Andrzej Sapkowski und Vernor Vinge sowie den populärwissenschaftlichen Teil in den Bänden über die Wissenschaft der Scheibenwelt von Terry Pratchett, Ian Stewart und Jack Cohen übersetzt. Er hat auch fremde Übersetzungen redigiert, bearbeitet oder ergänzt, darunter Werke von Sergej Lukianenko und den Strugazkis, sowie darin vorkommende Verse nachgedichtet.
Er errang mehrfach den Kurd-Laßwitz-Preis sowie andere Science-Fiction-Preise. Bücher von ihm erschienen in bulgarischer, polnischer, schwedischer und tschechischer Übersetzung, einzelne Erzählungen und Essays in dreizehn weiteren Fremdsprachen. Seine Werkausgabe Simon’s Fiction erschien 2002 bis 2014 im Berliner Verlag Shayol, 2017 (Band 6) in der Edition Memoranda des Golkonda Verlages; seit 2021 wird sie (auch mit Neuausgaben älterer Bände) im Memoranda Verlag Berlin fortgesetzt.

## Bibliografie
Sammlungen
- mit Reinhard Heinrich: Die ersten Zeitreisen. Erzählungen. Neues Leben, Berlin 1983 (Kompass-Bücherei Nr. 224; in Band 3 der Werkausgabe enthalten).
- Fremde Sterne. Erzählungen. Das Neue Berlin 1979 (in Band 1 der Werkausgabe enthalten).
- mit Olaf R. Spittel: Science-fiction. Personalia zu einem Genre in der DDR. Das Neue Berlin, 1982.
- Wenn im Traum der Siebenschläfer lacht. Nacht- und Nebelverse. Eulenspiegelverlag, Berlin 1983.
- Mondphantome, Erdbesucher. Erzählungen. Das Neue Berlin, Berlin 1988, ISBN 3-360-00061-7 (in Band 2 der Werkausgabe enthalten).
- (weitere Sammlungen siehe Werkausgabe)

Werkausgabe
Simon's Fiction: Phantastische Geschichten. Herausgegeben von Hans-Peter Neumann und Sara Riffel. Shayol, Berlin 2002–2014. 2017: Herausgegeben von Sara Riffel. Golkonda (Memoranda), München. Seit 2021: Herausgegeben von Hannes Riffel. Memoranda, Berlin.
- Bd. 1 Sternbilder. (Sternschnuppen. Fremde Sterne. Voraussichten, Nachbilder.) Erzählungen, Balladen und Gedichte. 2002; erweiterte Neuausgabe 2021, ISBN 978-3-948616-52-6.
- Bd. 2 Mondmysterien. (Mondphantome, Erdbesucher. Schlangweisers Modellbaukasten. Mysteria fantastica.) Erzählungen und andere Fiktionen. 2003; erweiterte Neuausgabe 2022, ISBN 978-3-948616-68-7.
- Bd. 3 mit Reinhard Heinrich: Reisen von Zeit zu Zeit. (Die ersten Zeitreisen. Von letzten Ursachen. Von Zeit zu Zeit.) Erzählungen und ein Opernlibretto. 2004, ISBN 3-926126-35-3.
- Bd. 4 Zeitmaschinen, Spiegelwelten. (Maschinen. Welten. Die Zeit und die Spiegel.) Erzählungen, Gedichte und Alternativhistorien. 2013; Neuausgabe 2023, ISBN 978-3-948616-78-6.
- Bd. 5 mit Angela Steinmüller, Karlheinz Steinmüller: Die Wurmloch-Odyssee. Eine Weltraum-Operette. 2014, ISBN 978-3-943279-21-4 (Bd. 7 in der Werkausgabe von A. und K. Steinmüller). Neuausgabe 2017, ISBN 978-3-948616-08-3.
- Bd. 6 mit Angela Steinmüller, Karlheinz Steinmüller: Leichter als Vakuum. (Die Zwystein-Manuskripte. Die größte Reise.) Phantastische Geschichten. 2017, ISBN 978-3-948616-10-6 (Bd. 8 in der Werkausgabe von A. und K. Steinmüller).
- Extraband 1 mit Angela Steinmüller, Karlheinz Steinmüller: Eskapaden. (Visionen. Von Leuten und Büchern. Fiktionen. Phantasmen.) Skizzen, Etüden, Hommagen und kleine Prosa. 2024, ISBN 978-3-948616-94-6 (auch in der Werkausgabe von A. und K. Steinmüller)

Erzählungen
- Die Sitzung (1972)
- Marsmenschen gibt's natürlich nicht ... (1975)
- Auszug ins Gelobte Land (1976)
- Der Letzte (1976)
- Die Ignoranten (1976, mit Reinhard Heinrich)
- Die Konsumaten (1976)
- Die Spinne (1976)
- Dieser Planet ist bewohnt (1976)
- E (1976)
- Mysterium fantasticum (1976)
- Nebenwirkung. Miniatur für einen Leser und einen Spiegel (1976)
- w (1976)
- Wissenswertes über den Planeten Ikaros (1976)
- Zitate (1976)
- Schlußbemerkung (1977, mit Reinhard Heinrich, als Dr. Kassandra Smith)
- Anhang A ... Anhang J  (1977, mit Reinhard Heinrich)
- Das Ende der Dreizehnten Zeitexpedition oder Wie man Mystifikationen vermeidet (1977, mit Reinhard Heinrich)
- Die atlantischen Zeitreisen oder Professor Müslis Lebenswerk (1977, mit Reinhard Heinrich)
- Die dreizehnte Expedition in die Vergangenheit oder Der Charakter der Urmenschen (1977, mit Reinhard Heinrich)
- Die dritte Zeitreise des Timothy Traveller oder Von der Macht der Literatur und der Lesermeinung (1977, mit Reinhard Heinrich)
- Die Fünfzehnte und die Sechzehnte Zeitexpedition oder Wer hat die Terrasse von Baalbek gebaut? (1977, mit Reinhard Heinrich)
- Inspektionsreise 7/1 oder Auf der Spur der Zeitbanditen (1977, mit Reinhard Heinrich)
- Zum Geleit (1977, mit Reinhard Heinrich, als Dr. Kassandra Smith)
- Clivia Neman (1979)
- Das Diorama (1979)
- Der Bahnbrecher (1979)
- Der Beobachter (1979)
- Der Kundschafter (1979)
- Der Sammler (1979)
- Die Cherubim und das Rad (1979)
- Die Riddhaner (1979)
- Die Sterne (1979)
- En route (1979)
- Gespräche unterwegs (1979)
- Nachts auf dem fremden Planeten, zwölf Parsec von Dsirra entfernt (1979)
- Der schwarze Spiegel (1983)
- Die Erzählung des Joseph Faber (1983, mit Frank Petermann, als Simon Peter)
- Die Germelshausen-Manuskripte (1985, mit Angela Steinmüller und Karlheinz Steinmüller, als Simon Zwystein)
- Etemenanki oder Die Fundamente von Himmel und Erde (1986, mit Reinhard Heinrich)
- Das Geschenk (1987)
- Der Graue (1987)
- Hep Hasits gute Tat (1987)
- Der Omm (1987)
- Der Untergang der Erde, vom Mond aus betrachtet (1987)
- Zwischen Erde und Mond. Ein Triptychon (1987. Darin: Prolog auf dem Mond  / Der Passagier / Der Pilot / Die Verantwortlichen)
- Toliman — Ilion C: Flugverlauf normal (1990, als Lef er'Xigamon)
- Die drei Königinnen. Ein Märchen vom Gebruder Simon (1991)
- Von der Zeit, von der Erinnerung (1992)
- Leichter als Vakuum (1994, mit Angela Steinmüller und Karlheinz Steinmüller, als Simon Zwystein)
- Hydra (1994, mit Reinhard Heinrich)
- Das Olympische Parlament (1994)
- Pluralis majestatis (1995, auch als Isidora Lamue und Robert Schlangweiser)
- Ytvaros großer Kreis. Riddhanisches Horoskop aus dem Küstenarchipel (1996, auch als Anonymus)
- Die Frachtluke klemmt (1997)
- Alte russische Uchronik (1999, als G. W. Inomerski. Darin: Ögädäi-Chan stirbt zwei Jahre früher / Nowgorod vereinigt die russischen Länder / Gustav Adolf vertreibt die Polen aus Moskau / Napoleon überwintert in Moskau / Rußland behält Alaska)
- Die BayernKrise (1999, als Iris Monke)
- c (1999)
- Historische Konstanten: Die Notwendigkeit der Wiedervereinigung 1990 (1999, als Victor Zyx)
- t (1999)
- Warum wir die Bekanntlich-Geschichten geschrieben haben (1999)
- Wenn Thälmann 1934 nicht Reichspräsident geworden wäre (1999)
- Den ganzen Wachturm entlang (2001)
- Retter der Ewigkeit (2001, mit Gundula Sell, als Gregor Simsel)
- Die Geschichte der unschuldig Verurteilten. Ein Märchen von der Zeit (2002)
- Liebe kleine Tllanaa (2002)
- Das Märchen (2002)
- Neu bei Scifilis: Cave Martem! (2002)
- Rotkäppchen. Ein Märchen von Gut und Böse (2002)
- Schneewittchen. Ein Märchen von der Vergänglichkeit (2002)
- Schuttabladeplatz (2002)
- Spiel beendet, sagte der Sumpf (2002)
- Wir sind allein (2002)
- Bescheidener Vorschlag Nr. 3 (2003)
- Notlandung (2003, mit Rolf Krohn)
- Protokoll einer UFO-Entführung (2003)
- Raum, Zeit, Iridium (2003)
- Die Sachsen haben Augusts Herz. Sachsen als Vorreiter religiöser Toleranz (2003)
- Sächsische Hefte, Nr. 7 (2003)
- Desiderius Felix (2004, auch als RX 1950364)
- Der Reichsgründer (2004)
- Von Zeit zu Zeit. Ein Terrassenweihfestspiel (2004, mit Reinhard Heinrich)
- Der Wolkentreiber (2006, mit Dimitrij Makarow) [russisch schon 2004]
- Lieber Leser (2008)
- Zu Frankfurt auf der Brücke (2009)
- Thalassa! Thalassa! Die Niederschrift des Marcus Paulus (2011, auch als Simon Zwystein)
- Der Gesang vom Stierkampf (2013)
- Die Maschine (2013)
- Retroland. Ein Kurzbesuch (2013)
- Spiegel und Echo. Ein Manuskript aus dem Jahre 1327 (2013)
- Das Vaudeville-Prinzip (2013) [griechisch schon 2004]
- Die Zeitspiegel (2013)
- Bordtagebuch: Auf den Halben Planeten (2014, mit Angela Steinmüller, Karlheinz Steinmüller und Gundula Sell, als Moritz Schneider)
- Da-Unten, Hier-Draußen (2014, mit Angela Steinmüller und Karlheinz Steinmüller, als Nabla erk Lampadon)
- Heimkehrer (2014, als Desiderius Kemeny)
- Autobiographische Notiz und Vorbemerkung des Herausgebers (2017, als Simon Zwystein)
- Bis zum Meer und darüber hinaus (2017, mit Gundula Sell, Angela Steinmüller und Karlheinz Steinmüller, als Simon Zwystein)
- Der Bericht der Sklavin (2017, mit Angela Steinmüller und Karlheinz Steinmüller, als Simon Zwystein)
- Die größte Reise (2017, mit Angela Steinmüller und Karlheinz Steinmüller, als Ernst Wegbreiter)
- Die Malteser Tontafeln (2017, mit Angela Steinmüller und Karlheinz Steinmüller, als Simon Zwystein)
- Editorische Vorbemerkung (Die größte Reise) (2017, mit Angela Steinmüller und Karlheinz Steinmüller, als Simon Zwystein)
- Das Zeichen (2018)
- Dich rasier ich nicht (2019)
- Vom Dramp (2020)
- Die Geschichte des dritten Sohnes. Ein Märchen von der Tüchtigkeit (2021)
- Für mehr Wertschätzung des Menschen. Ein Brief Dr. Robert Schlangweisers (2022)
- Drei Kapitel aus dem Noch Neueren Testament (2023, mit Gundula Sell, als Gregor Simsel. Darin: Die Vision des Königs. Eine Weihnachtsgeschichte / Ein Geschäftsbrief. Eine Ostergeschichte / Was der Kapitän außerdem noch sagte. Eine Pfingsgeschichte)
- Esst mehr Obst! (2023)
- Konjunktiv oder Die Neandertaler entdecken die Virtualität (2023, als Autor der Birkenrindenstreifen)
- Hernachsage (2024)
- Irrläufer. Drei fiktive Biographien (2024; zuvor 2002 als Teil eines Essays über St. Lem)
- Das Loch: 1. Die Karte. Ein Science-Fiction-Geschichtchen (2024, mit Angela Steinmüller und Karlheinz Steinmüller, als Simon Zwystein)
- Das Loch: 3. Die Rückkehr. Ein Heimatgeschichtchen (2024, mit Gundula Sell, als Gregor Simsel)
- Metalyse (2024, als Jerek erk Sigmon)
- Mikis Eron spricht über „Szenen der Erlösung“ (2024)
- Nomen est nomen est nomen. Erik Simon sprach 1995 mit dem britisch-tschechischen Autor Viktor Zyx (fiktives Interview, 2024)
- Transzendenz in 69 Exemplaren (2024, mit Angela Steinmüller und Karlheinz Steinmüller, als Simon Zwystein)

Balladen (Erzählungen in Versen)
- Invasion aus dem Weltraum (1976)
- Die Flederkatze (1983)
- Der mondsüchtige Mann (1983)
- Orientalisch (1983)
- Zukunftsbilder (1988)
- Versunkene Zeit (1994)
- Märchen (1996)
- Vom Ruhm des Ritters Roderich (1996)
- Vom Los des Ritters Willibald (1996)
- Der Zauberer Marnôt (1996)
- Notiz für meine Autobiographie (2001)
- Überfahrt (2005)
- Was nicht auf den Denkstein paßte (2009)
- The Last Man (2017)
- Just Like Sam Parkhill (2018)

Anthologien (als Herausgeber)
- 1980–1989, 1999 Lichtjahr 1–6 (Das Neue Berlin, Bd. 1 mit E. Redlin), Lichtjahr 7 (FKSF Leipzig).
- Kontaktversuche. Bulgarische SF. Das Neue Berlin, 1978 (auch in SF Utopia).
- Der Weg zur Amalthea. Sowjetische SF. Das Neue Berlin, 1979.
- Maschinenmenschen. Anglo-amerikanische SF. Das Neue Berlin, 1980.
- Die Rekonstruktion des Menschen. Das Neue Berlin, 1980 (auch in SF Utopia).
- Das elektronische Glück. Sowjetische SF. Das Neue Berlin, 1982.
- mit O. R. Spittel: Der Traumfabrikant. Klassische SF-Erzählungen. Das Neue Berlin, 1985.
- Lichtspruch nach Tau (Auswahl aus Lichtjahr 1–3). Das Neue Berlin, 1986 (Reihe SF Utopia).
- mit O. R. Spittel: Duell im 25. Jahrhundert. Klassische SF-Erzählungen. Das Neue Berlin, 1987.
- mit O. R. Spittel: Fahrt durch die Unendlichkeit. Klassische SF-Erzählungen. Das Neue Berlin, 1988.
- mit O. R. Spittel: Science-fiction in der DDR. Autoren und Werke. Ein Lexikon. Das Neue Berlin, 1988, ISBN 3-360-00185-0.
- Kontakte mit dem Unbekannten. Bulgarische SF. Das Neue Berlin, 1989.
- Alexanders langes Leben, Stalins früher Tod und andere abwegige Geschichten: Erzählungen und Berichte aus Parallelwelten. Alternativweltgeschichten. Heyne, 1999.
- mit Friedel Wahren: Schöne Bescherungen. Komische phantastische Geschichten. Heyne, 2000.
- mit Friedel Wahren: Retter der Ewigkeit. Geschichten zwischen Diesseits und Jenseits. Heyne, 2001.
- mit Friedel Wahren: Tolkiens Erbe. Fantasy. Heyne, 2001; Piper, 2005.
- mit Franz Rottensteiner: Tolkiens Geschöpfe. Von Orks, Zwergen, Drachen und anderen phantastischen Wesen. Heyne, 2003; Piper, 2004.
- mit Juri Ilkow: Sternmetall. Bulgarische Phantastik. Torsten Low, 2018.

- mit Juri Ilkow: Kontakt mit Übermorgen. Bulgarische Science-Fiction. Torsten Low, 2021.
- Zeitgestrüpp oder Die Räder von Himmel und Erde. Phantastische Geschichten über phantastische Geschichte. Torsten Low, 2023.

Außerdem war Simon Herausgeber mehrerer Anthologien mit SF aus der DDR für ausländische Verlage sowie von Erzählungsbänden und Romanen einzelner Autoren, unter anderem von Genrich Altow, H. P. Lovecraft, Michail Puchow, Robert Sheckley, Swetoslaw Slawtschew, Angela und Karlheinz Steinmüller, Arkadi und Boris Strugazki, Janusz A. Zajdel.

## Preise und Auszeichnungen
Erik Simon erhielt
- 1987: den Preis der Europäischen Science-Fiction-Gesellschaft für die Herausgabe von Lichtjahr
- 1989: die Wilhelm-Bracke-Medaille des Börsenvereins der deutschen Buchhändler zu Leipzig für seine Arbeit als Verlagslektor
- 1990: den (vom SF-Klub Andymon unter Beteiligung der anderen organisierten SF-Fans der DDR vergebenen) Preis »Traumfabrikant« in der Kategorie „Sonderpreis“ zusammen mit Olaf R. Spittel für die Herausgabe des Lexikons Die Science-fiction der DDR.

Er erhielt den Kurd-Laßwitz-Preis für:
- Von der Zeit, von der Erinnerung (Beste Erzählung 1992)
- Leichter als Vakuum (Beste Erzählung 1994) mit Angela und Karlheinz Steinmüller als „Simon Zwystein“
- Vernor Vinge: Ein Feuer auf der Tiefe (Beste Übersetzung 1995)
- für die Herausgabe von Lichtjahr 7 (Sonderpreis 1999) zusammen mit dem Freundeskreis Science Fiction Leipzig e.V.
- Spiel beendet, sagte der Sumpf  (Beste Kurzgeschichte 2002)